# Atherigona ovatipennis
Atherigona ovatipennis är en tvåvingeart som beskrevs av Malloch 1935. Atherigona ovatipennis ingår i släktet Atherigona och familjen husflugor. Inga underarter finns listade i Catalogue of Life.